# Епархия Лоло
Епархия Лоло (лат. Dioecesis Loloensis) — епархия Римско-Католической Церкви с центром в городе Лоло, Демократическая Республика Конго. Епархия Лоло входит в митрополию Мбандаки-Бикоро.

## История
22 февраля 1937 года Святой Престол учредил апостольский префектура Лоло, выделив её из апостольский викариат Буты (ныне — епархия Буты).
10 ноября 1959 года апостольский префектура Лоло был преобразован в епархию буллой Cum parvulum Римского Папы Иоанн XXIII.

## Ординарии епархии
- епископ Giacomo Jacobs (1937 — 1948);
- епископ Joseph Ignace Waterschoot (1949 — 1987);
- епископ Ferdinand Maemba Liwoke (1987 — 2015);
- епископ Jean-Bertin Nadonye Ndongo, O.F.M.Cap. (с 29 января 2015 года).